# Unionvale (Oregon)
Unionvale az Amerikai Egyesült Államok északnyugati részén, Oregon állam Yamhill megyéjében elhelyezkedő önkormányzat nélküli település.